# Институт по международно право
 Институтът по международно право (на френски: Institut de droit international), съкратено ИМП (IDI), е организация, посветена на изследването и развитието на международното право.

## История
Институтът е създаден в Гент, Белгия на 8 септември 1873 г. 11 най-изтъкнати международни юристи, изградили си сериозно име в юридическите среди, решават да се обединят, създавайки институция, която е независима от правителствено влияние. Тя има за цел да допринесе, както за развитието и напредъка на международното право, така и за правилното му усвояване и прилагане от юридическите субекти.
При срещата в Гент се открояват по-специално обединителните усилия на Густав Ролин-Жаквемонс и Густав Мойние, който е сред 5-имата основатели на Международния комитет на Червения кръст през 1863 г. Подобно на много други общественици Мойние е бил ужасен от факта, че приетата през 1864 г. „Европейска конвенция за подобряването на състоянието на ранените в армията на бойното поле" се е спазвала изключително лошо по време на Френско-пруската война от 1870 – 1871 г. Нуждата от реакция е отключила желанието на Мойниер да основе независима организация, която да следи и подпомага развитието на международното право.

## Известни дейци

### Създатели
Лицата, които са участвали в процеса по създаване на института, по време на учредителния период от 8 до 11 септември 1873 г., са следните:
| Име            | От град |
| -------------- | ------- |
| Паскал Манчини | Рим     |

| Име                    | От град         |
| ---------------------- | --------------- |
| Емил дьо Лавеле        | Лиеж            |
| Тоби Майкъл Чарлз Асер | Амстердам       |
| Джеймс Лоримър         | Единбург        |
| Владимир Бесобразов    | Санкт Петербург |
| Густав Мойние          | Женевa          |
| Жан Гаспар Блунчли     | Хейделберг      |
| Аугусто Пиерантони     | Неапол          |
| Чарлз Калво            | Буенос Айрес    |
| Густав Ролин-Жаквемoнс | Гент            |
| Дейвид Дъдли Фиълд     | Ню Йорк         |

### Многократни председатели
Всеки председател на Института ръководи 1 сесия. Изключение правят следните няколко:
| Име                    | Период на сесиите |
| ---------------------- | ----------------- |
| Хенри Харбургер        | 1914-1916         |
| маркиз д‘Алхусемас     | 1932-1936         |
| Никола Политис         | 1937-1942         |
| Жан Спиропулос         | 1965-1967         |
| Едуард Хамбро          | 1975-1977         |
| Константин Еустатиадес | 1977-1979         |
| Ерик Кастриен          | 1983-1985         |
| Рене-Жан Дюпюи         | 1995-1997         |

### Почетни председатели
Сред постовете, които съществуват във вътрешната организация на Института, е и тази на почетния председател. Тя се дава за изключителни заслуги в дейността на Института, подпомогнали развитието на международното право. За почетни председатели са били избрани:
| Име                    | Година, в която е бил председател |
| ---------------------- | --------------------------------- |
| Густав Ролин-Жаквемонс | 1892                              |
| Густав Мойние          | 1894                              |
| Джон Уестлейк          | 1911                              |
| Алберик Ролин          | 1923                              |
| Чарлз де Вишер         | 1954                              |

## Седалище
Седалището на института се променя според седалището на генералния секретар. От създаването му институтът е имал следните седалища:
| Период      | Град    | Период      | Град       |
| ----------- | ------- | ----------- | ---------- |
| 1873 – 1878 | Гент    | 1927 - 1931 | Гент       |
| 1878 – 1892 | Брюксел | 1931 - 1950 | Брюксел    |
| 1892 – 1900 | Лозана  | 1950 - 1963 | Женева     |
| 1900 – 1906 | Лувен   | 1963 - 1969 | Париж      |
| 1906 – 1913 | Гент    | 1969 - 1981 | Брюксел    |
| 1913 – 1919 | Хага    | 1981 - 2003 | Женева     |
| 1919 – 1923 | Брюксел | 2003 - днес | Грез Доасо |
| 1923 – 1927 | Лувен   |             |            |

## Сесии
По принцип институтът се свиква на всеки 2 години. Често се случва обаче при наличието на проблеми от по-сериозно естество срещите да се провеждат ежегодно. Те винаги се провеждат на различно място, което се оповестява при закриването на предишната сесия. Срещите са били в следните градове:
| Година  | Град       | Година  | Град           | Година  | Град      | Година  | Град      |
| ------- | ---------- | ------- | -------------- | ------- | --------- | ------- | --------- |
| 1874 г. | Женева     | 1875 г. | Хага           | 1877 г. | Цюрих     | 1878 г. | Париж     |
| 1879 г. | Брюксел    | 1880 г. | Оксфорд        | 1882 г. | Торино    | 1883 г. | Мюнхен    |
| 1885 г. | Брюксел    | 1887 г. | Хайделберг     | 1888 г. | Лозана    | 1891 г. | Хамбург   |
| 1892 г. | Женева     | 1894 г. | Париж          | 1895 г. | Кембридж  | 1896 г. | Венеция   |
| 1897 г. | Копенхаген | 1898 г. | Хага           | 1900 г. | Ньошател  | 1902 г. | Брюксел   |
| 1904 г. | Единбург   | 1906 г. | Гент           | 1908 г. | Флоренция | 1910 г. | Париж     |
| 1911 г. | Мадрид     | 1912 г. | Кристияния     | 1913 г. | Оксфорд   | 1919 г. | Париж     |
| 1921 г. | Рим        | 1922 г. | Гренобъл       | 1923 г. | Брюксел   | 1924 г. | Виена     |
| 1925 г. | Хага       | 1927 г. | Лозана         | 1928 г. | Стокхолм  | 1929 г. | Ню Йорк   |
| 1931 г. | Кембридж   | 1932 г. | Осло           | 1934 г. | Париж     | 1936 г. | Брюксел   |
| 1937 г. | Люксембург | 1947 г. | Лозана         | 1948 г. | Брюксел   | 1950 г. | Бат       |
| 1952 г. | Сиена      | 1954 г. | Екс-ан-Прованс | 1956 г. | Гренада   | 1957 г. | Амстердам |
| 1959 г. | Ньошател   | 1961 г. | Залцбург       | 1963 г. | Брюксел   | 1965 г. | Варшава   |
| 1967 г. | Ница       | 1969 г. | Единбург       | 1971 г. | Загреб    | 1973 г. | Рим       |
| 1975 г. | Висбаден   | 1977 г. | Осло           | 1979 г. | Атина     | 1981 г. | Дижон     |
| 1983 г. | Кембридж   | 1985 г. | Хелзинки       | 1987 г. | Кайро     | 1991 г. | Базел     |
| 1993 г. | Милано     | 1995 г. | Лисабон        | 1997 г. | Страсбург | 1999 г. | Берлин    |
| 2001 г. | Ванкувър   | 2003 г. | Брюж           | 2005 г. | Краков    | 2007 г. | Сантяго   |
| 2009 г. | Неапол     | 2011 г. | Родос          | 2013 г. | Токио     |         |           |

## Структура
Институтът е самостоятелен орган, съставен от членове, почетни членове и сътрудници. Членовете, които са поканени от организацията, са лица, които са доказали забележителна научна дейност в областта на международното право и са считани за относително свободни от политически натиск. Организацията се опитва да има членове широко от целия свят.
В течение на всяка сесия на института се сформират научни комисии. На тях се възлагат различни задачи, за които те са длъжни да представят отчет на следващата сесия. Същността на задачите винаги е свързана с интереса, който те представляват за юридическата общност. В периода между сесиите на института комисиите се запознават по-обстойно с темите или конкретно посочените проблеми, които са им зададени. Тези казуси се избират от Пленарната асамблея и обявяват в края на всяка сесия. Асамблеята получава работите на комисиите, след което всички те подлежат на внимателно разглеждане. При необходимост тя има силата да приема резолюции, които са с нормативен характер. След приемането на резолюциите институтът започва процедура по известяването на всички държавни органи, международни организации и всички останали институции, които са пряко засегнати от решението, както и на научната общност.

## Нобелова награда за мир
През 1904 г. ИМП е удостоен с Нобелова награда за мир като признание за неговите действия в подкрепа на арбитража между държавите, използването на мирни средства за разрешаване на международни спорове и приемането на немалък брой резолюции, отнасящи се до правата на човека.

## Награда „Джеймс Браун Скот“
През 1931 г. ИМП основава наградата на Джеймс Браун Скот в името на „духа на признаване на Института и в чувство на искрена почит към паметта на майка му Жанет Скот, която е имала постоянно влияние върху живота му“.
Джеймс Скот почива през 1943 г., като завещава сума, чиято годишна лихва е ежегодната награда, носеща неговото име.